# Tomáš Hrubý (cyklista)
Tomáš Hrubý (* 7. června 1982, Vrchlabí) je bývalý český cyklista. V současnosti pracuje jako programátor a profesionální trader marketingového oddělení v společnosti Waste Trader International. Také je v managmentu týmu AC Sparta Praha Cycling.

## Životopis
Narodil se ve Vrchlabí. Od třinácti let se věnoval aktivně cyklistice. Ve své kariéře prošel týmy Jihočeské Mlékárny, Budweiser Budvar, Mercedes Benz - Selle Italia, AC Sparta Praha Cycling. V posledním jmenovaném ukončil roku 2011 profesionální kariéru sportovce a založil se dvěma společníky mezinárodní firmu na likvidaci odpadů Waste Trader International, s.r.o. Současně se věnuje webdesignu a forex tradingu. Obě činnosti rozvíjel už v době aktivního závodění.
Mezi cyklistické úspěchy patří vavříny z mezinárodních závodů jako například 3. místo v etapě závodu Okolo Irska.
Několikrát byl držitelem žlutého dresu vedoucího jezdce kriterijních seriálů Giant Liga a Sparkassen Giro v Německu.

## Galerie

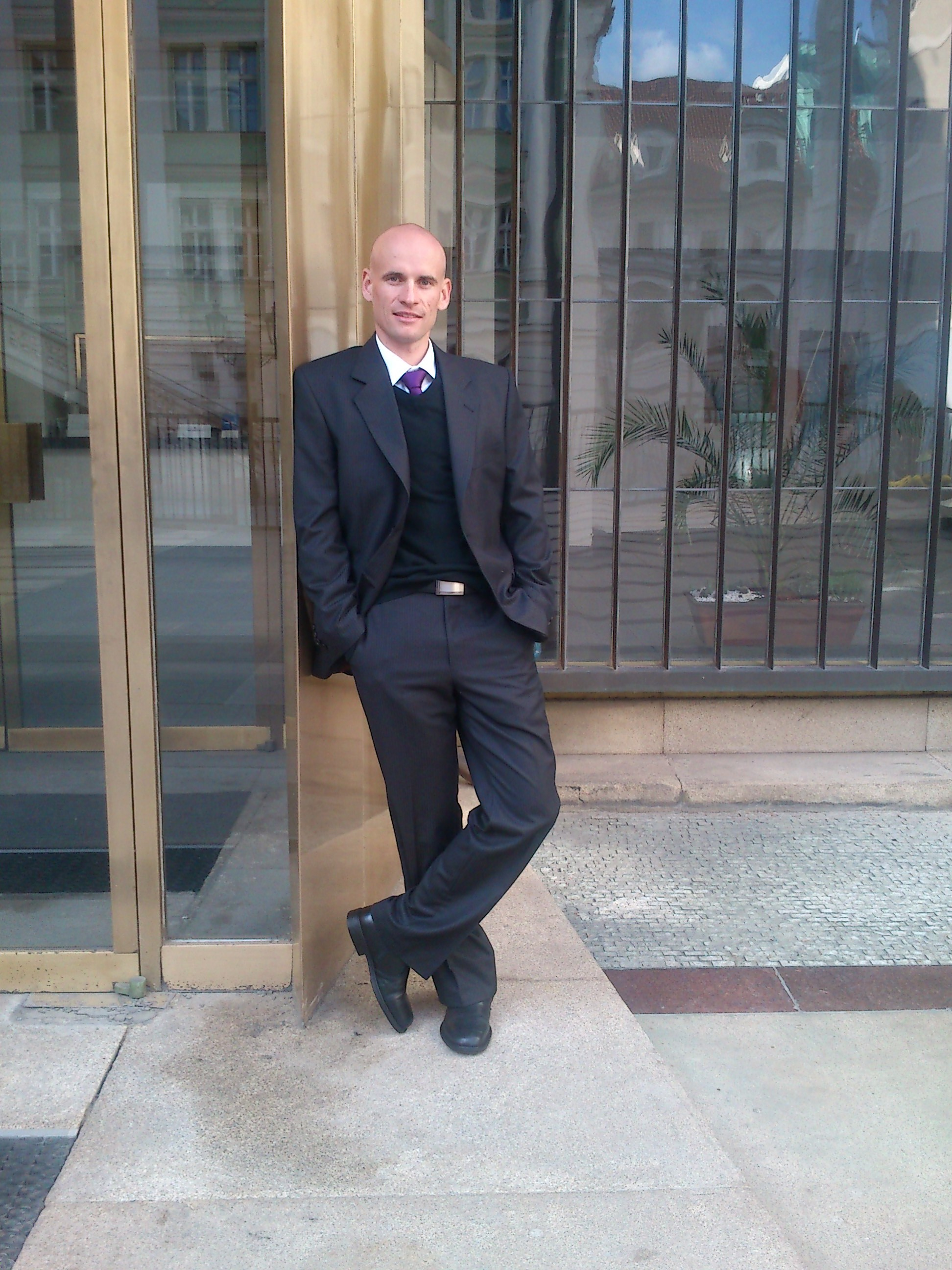
Forex trader
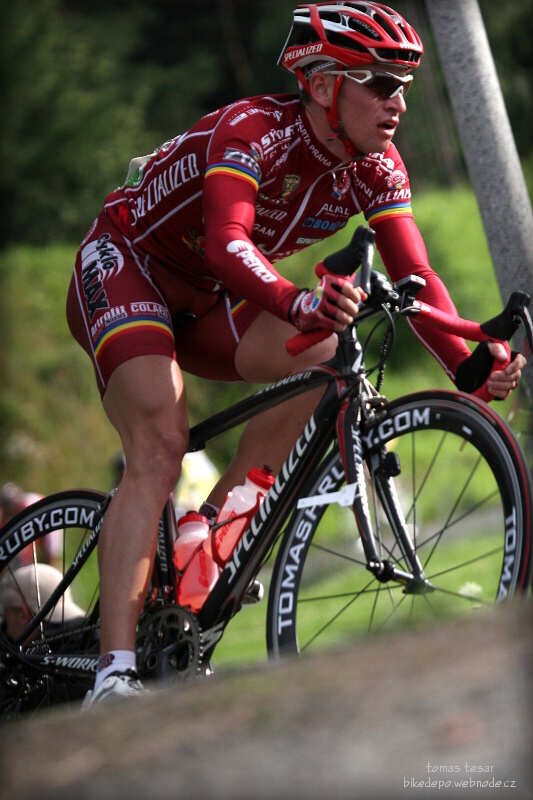
Závod